# Necia sopha
Necia sopha är en plattmaskart som beskrevs av Ernst Marcus 1950. Necia sopha ingår i släktet Necia och familjen Monocelididae. Inga underarter finns listade i Catalogue of Life.